# Seznam dílů amerického seriálu Kancl
Toto je seznam dílů amerického seriálu Kancl.

## Přehled řad
| Řada | Díly | Premiéra v USA  | Premiéra v USA  | Premiéra v ČR      | Premiéra v ČR      |
| Řada | Díly | První díl       | Poslední díl    | První díl          | Poslední díl       |
| ---- | ---- | --------------- | --------------- | ------------------ | ------------------ |
| 1    | 6    | 24. března 2005 | 26. dubna 2005  | 2. dubna 2009      | 7. května 2009     |
| 2    | 22   | 20. září 2005   | 11. května 2006 | 14. května 2009    | 22. listopadu 2009 |
| 3    | 25   | 21. září 2006   | 17. května 2007 | 28. listopadu 2009 | 20. února 2010     |
| 4    | 19   | 27. září 2007   | 15. května 2008 | 21. února 2010     | 25. dubna 2010     |
| 5    | 28   | 25. září 2008   | 14. května 2009 | nebylo vysíláno    | nebylo vysíláno    |
| 6    | 26   | 17. září 2009   | 20. května 2010 | nebylo vysíláno    | nebylo vysíláno    |
| 7    | 26   | 23. září 2010   | 19. května 2011 | nebylo vysíláno    | nebylo vysíláno    |
| 8    | 24   | 22. září 2011   | 10. května 2012 | nebylo vysíláno    | nebylo vysíláno    |
| 9    | 25   | 20. září 2012   | 16. května 2013 | nebylo vysíláno    | nebylo vysíláno    |

## Seznam dílů
Epizody označené symbolem † jsou na Netflixu uveřejněny jako dvojdíl.
Epizody označené symbolem ‡ jsou na HBO Max a SkyShowtime rozděleny do dvou dílů.
Aby seznam porovnával opravdové rozdíly v českých názvech dílů mezi jednotlivými streamovacími platformami, byl sjednocen zápis méně podstatné odlišnosti, jakou je označení první a druhé části u vícedílných epizod. 

### První řada (2005)
| Č. v seriálu | Č. v řadě | Původní název | Český název                                                   | Režie           | Scénář                                                                                         | Premiéra v USA  | Premiéra v ČR  | Produkční kód |
| ------------ | --------- | ------------- | ------------------------------------------------------------- | --------------- | ---------------------------------------------------------------------------------------------- | --------------- | -------------- | ------------- |
| 1            | 1         | Pilot         | Kancl (TV) Pilotní díl (Netflix, HBO Max) Pilot (SkyShowtime) | Ken Kwapis      | námět: Ricky Gervais a Stephen Merchant scénář: Ricky Gervais, Stephen Merchant a Greg Daniels | 24. března 2005 | 2. dubna 2009  | 1001          |
| 2            | 2         | Diversity Day | Den odlišností                                                | Ken Kwapis      | B. J. Novak                                                                                    | 29. března 2005 | 9. dubna 2009  | 1002          |
| 3            | 3         | Health Care   | Zdravotní péče                                                | Ken Whittingham | Paul Lieberstein                                                                               | 5. dubna 2005   | 16. dubna 2009 | 1006          |
| 4            | 4         | The Alliance  | Aliance                                                       | Bryan Gordon    | Michael Schur                                                                                  | 12. dubna 2005  | 23. dubna 2009 | 1004          |
| 5            | 5         | Basketball    | Basketbal                                                     | Greg Daniels    | Greg Daniels                                                                                   | 19. dubna 2005  | 30. dubna 2009 | 1005          |
| 6            | 6         | Hot Girl      | Kočka                                                         | Amy Heckerling  | Mindy Kaling                                                                                   | 26. dubna 2005  | 7. května 2009 | 1003          |

### Druhá řada (2005–2006)
| Č. v seriálu | Č. v řadě | Původní název                  | Český název                                               | Režie             | Scénář                          | Premiéra v USA     | Premiéra v ČR      | Produkční kód |
| ------------ | --------- | ------------------------------ | --------------------------------------------------------- | ----------------- | ------------------------------- | ------------------ | ------------------ | ------------- |
| 7            | 1         | The Dundies                    | Oskaři                                                    | Greg Daniels      | Mindy Kaling                    | 20. září 2005      | 14. května 2009    | 2003          |
| 8            | 2         | Sexual Harassment              | Sexuální harašení Sexuální obtěžování (SkyShowtime)       | Ken Kwapis        | B. J. Novak                     | 27. září 2005      | 21. května 2009    | 2002          |
| 9            | 3         | Office Olympics                | Olympijské hry                                            | Paul Feig         | Michael Schur                   | 4. října 2005      | 28. května 2009    | 2004          |
| 10           | 4         | The Fire                       | Požár                                                     | Ken Kwapis        | B. J. Novak                     | 11. října 2005     | 4. června 2009     | 2001          |
| 11           | 5         | Halloween                      | Máš padáka Halloween (SkyShowtime)                        | Paul Feig         | Greg Daniels                    | 18. října 2005     | 11. června 2009    | 2006          |
| 12           | 6         | The Fight                      | Souboj                                                    | Ken Kwapis        | Gene Stupnitsky a Lee Eisenberg | 1. listopadu 2005  | 18. června 2009    | 2007          |
| 13           | 7         | The Client                     | Zakázka The Client (SkyShowtime)                          | Greg Daniels      | Paul Lieberstein                | 8. listopadu 2005  | 25. června 2009    | 2005          |
| 14           | 8         | Performance Review             | Hodnocení Hodnocení výkonnosti (SkyShowtime)              | Paul Feig         | Larry Wilmore                   | 15. listopadu 2005 | 2. července 2009   | 2009          |
| 15           | 9         | E-mail Surveillance            | Nezvaný host                                              | Paul Feig         | Jennifer Celotta                | 22. listopadu 2005 | 9. července 2009   | 2008          |
| 16           | 10        | Christmas Party                | Veselé Vánoce Vánoční večírek (SkyShowtime)               | Charles McDougall | Michael Schur                   | 6. prosince 2005   | 16. července 2009  | 2010          |
| 17           | 11        | Booze Cruise                   | Michaelova lodní prezentace                               | Ken Kwapis        | Greg Daniels                    | 5. ledna 2006      | 23. července 2009  | 2013          |
| 18           | 12        | The Injury                     | Úraz                                                      | Bryan Gordon      | Mindy Kaling                    | 12. ledna 2006     | 30. července 2009  | 2011          |
| 19           | 13        | The Secret                     | Tajnosti                                                  | Dennie Gordon     | Lee Eisenberg a Gene Stupnitsky | 19. ledna 2006     | 6. srpna 2009      | 2014          |
| 20           | 14        | The Carpet                     | Koberec                                                   | Victor Nelli, Jr. | Paul Lieberstein                | 26. ledna 2006     | 13. srpna 2009     | 2012          |
| 21           | 15        | Boys and Girls                 | Hoši a děvčata Chlapci a děvčata (SkyShowtime)            | Dennie Gordon     | B. J. Novak                     | 2. února 2006      | 20. srpna 2009     | 2015          |
| 22           | 16        | Valentine's Day                | Na svatého Valentýna Den Sv. Valentýna (SkyShowtime)      | Greg Daniels      | Michael Schur                   | 9. února 2006      | 27. srpna 2009     | 2016          |
| 23           | 17        | Dwight's Speech                | Dwightův proslov                                          | Charles McDougall | Paul Lieberstein                | 2. března 2006     | 2. září 2009       | 2017          |
| 24           | 18        | Take Your Daughter to Work Day | Vemte dceru do práce Vezmi dceru do práce (SkyShowtime)   | Victor Nelli, Jr. | Mindy Kaling                    | 16. března 2006    | 3. září 2009       | 2018          |
| 25           | 19        | Michael's Birthday             | Michael má narozeniny Michaelovy narozeniny (SkyShowtime) | Ken Whittingham   | Gene Stupnitsky a Lee Eisenberg | 30. března 2006    | 7. listopadu 2009  | 2019          |
| 26           | 20        | Drug Testing                   | Drogové testy                                             | Greg Daniels      | Jennifer Celotta                | 27. dubna 2006     | 14. listopadu 2009 | 2022          |
| 27           | 21        | Conflict Resolution            | Řešení konfliktů Rešení konfliktu (SkyShowtime)           | Charles McDougall | Greg Daniels                    | 4. května 2006     | 21. listopadu 2009 | 2020          |
| 28           | 22        | Casino Night                   | Večer v kasinu                                            | Ken Kwapis        | Steve Carell                    | 11. května 2006    | 22. listopadu 2009 | 2021          |

### Třetí řada (2006–2007)
| Č. v seriálu | Č. v řadě | Původní název                 | Český název                                       | Režie           | Scénář                                         | Premiéra v USA     | Premiéra v ČR      | Produkční kód |
| ------------ | --------- | ----------------------------- | ------------------------------------------------- | --------------- | ---------------------------------------------- | ------------------ | ------------------ | ------------- |
| 29           | 1         | Gay Witch Hunt                | Lovci gayů                                        | Ken Kwapis      | Greg Daniels                                   | 21. září 2006      | 28. listopadu 2009 | 3001          |
| 30           | 2         | The Convention                | Konference                                        | Ken Whittingham | Gene Stupnitsky a Lee Eisenberg                | 28. září 2006      | 29. listopadu 2009 | 3006          |
| 31           | 3         | The Coup                      | Podraz                                            | Greg Daniels    | Paul Lieberstein                               | 5. října 2006      | 5. prosince 2009   | 3002          |
| 32           | 4         | Grief Counseling              | Smuteční obřad Rada pro pozůstalé (SkyShowtime)   | Roger Nygard    | Jennifer Celotta                               | 12. října 2006     | 6. prosince 2009   | 3003          |
| 33           | 5         | Initiation                    | Zasvěcení                                         | Randall Einhorn | B. J. Novak                                    | 19. října 2006     | 12. prosince 2009  | 3005          |
| 34           | 6         | Diwali                        | Slavnost Indů                                     | Miguel Arteta   | Mindy Kaling                                   | 2. listopadu 2006  | 13. prosince 2009  | 3004          |
| 35           | 7         | Branch Closing                | Život je změna Uzavření pobočky (SkyShowtime)     | Tucker Gates    | Michael Schur                                  | 9. listopadu 2006  | 19. prosince 2009  | 3007          |
| 36           | 8         | The Merger                    | Integrační obřad Sloučení (SkyShowtime)           | Ken Whittingham | Brent Forrester                                | 16. listopadu 2006 | 20. prosince 2009  | 3008          |
| 37           | 9         | The Convict                   | Vězeň                                             | Jeffrey Blitz   | Ricky Gervais a Stephen Merchant               | 30. listopadu 2006 | 26. prosince 2009  | 3010          |
| 38           | 10        | A Benihana Christmas (Part 1) | Vánoce v Benihaně: 1. část†                       | Harold Ramis    | Jennifer Celotta                               | 14. prosince 2006  | 27. prosince 2009  | 3009          |
| 39           | 11        | A Benihana Christmas (Part 2) | Vánoce v Benihaně: 2. část†                       | Harold Ramis    | Jennifer Celotta                               | 14. prosince 2006  | 2. ledna 2010      | 3014          |
| 40           | 12        | Back from Vacation            | Inventura Návrat z dovolené (SkyShowtime)         | Julian Farino   | Justin Spitzer                                 | 4. ledna 2007      | 3. ledna 2010      | 3011          |
| 41           | 13        | Traveling Salesmen            | Cesťák                                            | Greg Daniels    | Michael Schura Lee Eisenberg a Gene Stupnitsky | 11. ledna 2007     | 9. ledna 2010      | 3012          |
| 42           | 14        | The Return                    | Dwightovo vítězství                               | Greg Daniels    | Lee Eisenberg, Gene Stupnitsky a Michael Schur | 18. ledna 2007     | 10. ledna 2010     | 3013          |
| 43           | 15        | Ben Franklin                  | Večírek na rozloučenou Ben Franklin (SkyShowtime) | Randall Einhorn | Mindy Kaling                                   | 1. února 2007      | 16. ledna 2010     | 3015          |
| 44           | 16        | Phyllis's Wedding             | Svatba                                            | Ken Whittingham | Caroline Williams                              | 8. února 2007      | 17. ledna 2010     | 3016          |
| 45           | 17        | Business School               | Škola života                                      | Joss Whedon     | Brent Forrester                                | 15. února 2007     | 23. ledna 2010     | 3017          |
| 46           | 18        | Cocktails                     | Veřejné tajnosti                                  | J. J. Abrams    | Paul Lieberstein                               | 22. února 2007     | 24. ledna 2010     | 3018          |
| 47           | 19        | The Negotiation               | Vyjednávání                                       | Jeffrey Blitz   | Michael Schur                                  | 5. dubna 2007      | 30. ledna 2010     | 3019          |
| 48           | 20        | Safety Training               | Školení bezpečnosti práce                         | Harold Ramis    | B. J. Novak                                    | 12. dubna 2007     | 31. ledna 2010     | 3020          |
| 49           | 21        | Product Recall                | Reklamace                                         | Randall Einhorn | Justin Spitzer a Brent Forrester               | 26. dubna 2007     | 6. února 2010      | 3025          |
| 50           | 22        | Women's Appreciation          | Ženská práva                                      | Tucker Gates    | Gene Stupnitsky a Lee Eisenberg                | 3. května 2007     | 7. února 2010      | 3021          |
| 51           | 23        | Beach Games                   | Plážové hry                                       | Harold Ramis    | Jennifer Celotta a Greg Daniels                | 10. května 2007    | 13. února 2010     | 3022          |
| 52           | 24        | The Job (Part 1)              | Nová práce: 1. část†                              | Ken Kwapis      | Paul Lieberstein a Michael Schur               | 17. května 2007    | 14. února 2010     | 3023          |
| 53           | 25        | The Job (Part 2)              | Nová práce: 2. část†                              | Ken Kwapis      | Paul Lieberstein a Michael Schur               | 17. května 2007    | 20. února 2010     | 3024          |

### Čtvrtá řada (2007–2008)
| Č. v seriálu | Č. v řadě | Původní název                    | Český název                                                                                        | Režie            | Scénář                              | Premiéra v USA     | Premiéra v ČR   | Produkční kód |
| ------------ | --------- | -------------------------------- | -------------------------------------------------------------------------------------------------- | ---------------- | ----------------------------------- | ------------------ | --------------- | ------------- |
| 54           | 1         | Fun Run (Part 1)                 | Skvělá jízda: 1. část† Charitativní běh: 1. část (SkyShowtime)                                     | Greg Daniels     | Greg Daniels                        | 27. září 2007      | 21. února 2010  | 4001          |
| 55           | 2         | Fun Run (Part 2)                 | Charitativní běh (TV) Skvělá jízda: 2. část† (Netflix, HBO Max) Zábavný běh: 2. část (SkyShowtime) | Greg Daniels     | Greg Daniels                        | 27. září 2007      | 27. února 2010  | 4002          |
| 56           | 3         | Dunder Mifflin Infinity (Part 1) | Velká modernizace: 1. část†                                                                        | Craig Zisk       | Michael Schur                       | 4. října 2007      | 28. února 2010  | 4003          |
| 57           | 4         | Dunder Mifflin Infinity (Part 2) | Velká modernizace: 2. část†                                                                        | Craig Zisk       | Michael Schur                       | 4. října 2007      | 6. března 2010  | 4004          |
| 58           | 5         | Launch Party (Part 1)            | Oslava nového začátku: 1. část†                                                                    | Ken Whittingham  | Jennifer Celotta                    | 11. října 2007     | 7. března 2010  | 4005          |
| 59           | 6         | Launch Party (Part 2)            | Oslava nového začátku: 2. část†                                                                    | Ken Whittingham  | Jennifer Celotta                    | 11. října 2007     | 13. března 2010 | 4006          |
| 60           | 7         | Money (Part 1)                   | Druhá práce: 1. část†                                                                              | Paul Lieberstein | Paul Lieberstein                    | 18. října 2007     | 14. března 2010 | 4007          |
| 61           | 8         | Money (Part 2)                   | Druhá práce: 2. část†                                                                              | Paul Lieberstein | Paul Lieberstein                    | 18. října 2007     | 20. března 2010 | 4008          |
| 62           | 9         | Local Ad                         | Michaelova reklama Místní reklama (SkyShowtime)                                                    | Jason Reitman    | B. J. Novak                         | 25. října 2007     | 21. března 2010 | 4009          |
| 63           | 10        | Branch Wars                      | Válka o zaměstnance Souboj poboček (SkyShowtime)                                                   | Joss Whedon      | Mindy Kaling                        | 1. listopadu 2007  | 27. března 2010 | 4010          |
| 64           | 11        | Survivor Man                     | Trosečník                                                                                          | Paul Feig        | Steve Carell                        | 8. listopadu 2007  | 28. března 2010 | 4011          |
| 65           | 12        | The Deposition                   | Proces Výpověď (SkyShowtime)                                                                       | Julian Farino    | Lester Lewis                        | 15. listopadu 2007 | 3. dubna 2010   | 4012          |
| 66           | 13        | Dinner Party                     | Divoký večírek                                                                                     | Paul Feig        | Gene Stupnitsky a Lee Eisenberg     | 10. dubna 2008     | 4. dubna 2010   | 4013          |
| 67           | 14        | Chair Model                      | Krásná neznámá Modelka s křeslem (SkyShowtime)                                                     | Jeffrey Blitz    | B. J. Novak                         | 17. dubna 2008     | 10. dubna 2010  | 4014          |
| 68           | 15        | Night Out                        | Noční tah                                                                                          | Ken Whittingham  | Mindy Kaling                        | 24. dubna 2008     | 11. dubna 2010  | 4015          |
| 69           | 16        | Did I Stutter?                   | Pracovní kázeň Koktal jsem? (SkyShowtime)                                                          | Randall Einhorn  | Brent Forrester a Justin Spitzer    | 1. května 2008     | 17. dubna 2010  | 4016          |
| 70           | 17        | Job Fair                         | Pracovní veletrh Veletrh práce (SkyShowtime)                                                       | Tucker Gates     | Lee Eisenberg a Gene Stupnitsky     | 8. května 2008     | 18. dubna 2010  | 4017          |
| 71           | 18        | Goodbye, Toby (Part 1)           | Sbohem, Toby: 1. část†                                                                             | Paul Feig        | Jennifer Celotta a Paul Lieberstein | 15. května 2008    | 24. dubna 2010  | 4018          |
| 72           | 19        | Goodbye, Toby (Part 2)           | Sbohem, Toby: 2. část† Sbohem Toby: 2. část (SkyShowtime)                                          | Paul Feig        | Jennifer Celotta a Paul Lieberstein | 15. května 2008    | 25. dubna 2010  | 4019          |

### Pátá řada (2008–2009)
| Č. v seriálu | Č. v řadě | Původní název               | Český název                                                              | Režie            | Scénář                                | Premiéra v USA     | Produkční kód |
| ------------ | --------- | --------------------------- | ------------------------------------------------------------------------ | ---------------- | ------------------------------------- | ------------------ | ------------- |
| 73           | 1         | Weight Loss (Part 1)        | Hubnutí: 1. část                                                         | Paul Feig        | Lee Eisenberg a Gene Stupnitsky       | 25. září 2008      | 5001          |
| 74           | 2         | Weight Loss (Part 2)        | Hubnutí: 2. část Weight Loss: 2. část (SkyShowtime)                      | Paul Feig        | Lee Eisenberg a Gene Stupnitsky       | 25. září 2008      | 5002          |
| 75           | 3         | Business Ethics             | Etika Etika podnikání (SkyShowtime)                                      | Jeffrey Blitz    | Ryan Koh                              | 9. října 2008      | 5003          |
| 76           | 4         | Baby Shower                 | Mimino Baby Shower (SkyShowtime)                                         | Greg Daniels     | Aaron Shure                           | 16. října 2008     | 5004          |
| 77           | 5         | Crime Aid                   | Pomoc obětem zločinu Spoluvina (SkyShowtime)                             | Jennifer Celotta | Charlie Grandy                        | 23. října 2008     | 5005          |
| 78           | 6         | Employee Transfer           | Převod zaměstnankyně                                                     | David Rogers     | Anthony Q. Farrell                    | 30. října 2008     | 5006          |
| 79           | 7         | Customer Survey             | Průzkum Zákaznický průzkum (SkyShowtime)                                 | Stephen Merchant | Lester Lewis                          | 6. listopadu 2008  | 5007          |
| 80           | 8         | Business Trip               | Obchodní cesta                                                           | Randall Einhorn  | Brent Forrester                       | 13. listopadu 2008 | 5009          |
| 81           | 9         | Frame Toby                  | Bouda na Tobyho Obviněný Toby (SkyShowtime)                              | Jason Reitman    | Mindy Kaling                          | 20. listopadu 2008 | 5008          |
| 82           | 10        | The Surplus                 | Přebytek                                                                 | Paul Feig        | Gene Stupnitsky a Lee Eisenberg       | 4. prosince 2008   | 5013          |
| 83           | 11        | Moroccan Christmas          | Marocké Vánoce                                                           | Paul Feig        | Justin Spitzer                        | 11. prosince 2008  | 5010          |
| 84           | 12        | The Duel                    | Souboj                                                                   | Dean Holland     | Jennifer Celotta                      | 15. ledna 2009     | 5011          |
| 85           | 13        | Prince Family Paper         | Rodinná firma Prince Paper Rodinné dokumenty Princeů (SkyShowtime)       | Asaad Kelada     | B. J. Novak                           | 22. ledna 2009     | 5012          |
| 86           | 14        | Stress Relief (Part 1)      | Úleva od stresu: 1. část Odbourání stresu: 1. část (SkyShowtime)         | Jeffrey Blitz    | Paul Lieberstein                      | 1. února 2009      | 5016          |
| 87           | 15        | Stress Relief (Part 2)      | Úleva od stresu: 2. část                                                 | Jeffrey Blitz    | Paul Lieberstein                      | 1. února 2009      | 5017          |
| 88           | 16        | Lecture Circuit (Part 1)    | Přednáškové turné: 1. část                                               | Ken Kwapis       | Mindy Kaling                          | 5. února 2009      | 5014          |
| 89           | 17        | Lecture Circuit (Part 2)    | Přednáškové turné: 2. část Přednáškový okruh: 2. část (SkyShowtime)      | Ken Kwapis       | Mindy Kaling                          | 12. února 2009     | 5015          |
| 90           | 18        | Blood Drive                 | Darování krve Hlas krve (SkyShowtime)                                    | Randall Einhorn  | Brent Forrester                       | 5. března 2009     | 5018          |
| 91           | 19        | Golden Ticket               | Zlatý lístek                                                             | Randall Einhorn  | Mindy Kaling                          | 12. března 2009    | 5019          |
| 92           | 20        | New Boss                    | Nový šéf                                                                 | Paul Feig        | Lee Eisenberg a Gene Stupnitsky       | 19. března 2009    | 5020          |
| 93           | 21        | Two Weeks                   | Dva týdny                                                                | Paul Lieberstein | Aaron Shure                           | 26. března 2009    | 5021          |
| 94           | 22        | Dream Team                  | Tým snů                                                                  | Paul Feig        | B. J. Novak                           | 9. dubna 2009      | 5022          |
| 95           | 23        | Michael Scott Paper Company | Papírenská firma Michael Scott Michael Scott Paper Company (SkyShowtime) | Gene Stupnitsky  | Justin Spitzer                        | 9. dubna 2009      | 5023          |
| 96           | 24        | Heavy Competition           | Silná konkurence Těžká konkurence (SkyShowtime)                          | Ken Whittingham  | Ryan Koh                              | 16. dubna 2009     | 5024          |
| 97           | 25        | Broke                       | Na mizině Bez peněz (SkyShowtime)                                        | Steve Carell     | Charlie Grandy                        | 23. dubna 2009     | 5025          |
| 98           | 26        | Casual Friday               | Až moc neformální pátek Casual Friday (SkyShowtime)                      | Brent Forrester  | Anthony Q. Farrell                    | 30. dubna 2009     | 5026          |
| 99           | 27        | Cafe Disco                  | Kavárna Disko                                                            | Randall Einhorn  | Warren Lieberstein a Halsted Sullivan | 7. května 2009     | 5027          |
| 100          | 28        | Company Picnic              | Firemní piknik                                                           | Ken Kwapis       | Jennifer Celotta a Paul Lieberstein   | 14. května 2009    | 5028          |

### Šestá řada (2009–2010)
| Č. v seriálu | Č. v řadě | Původní název                | Český název                                                | Režie             | Scénář                                | Premiéra v USA     | Produkční kód |
| ------------ | --------- | ---------------------------- | ---------------------------------------------------------- | ----------------- | ------------------------------------- | ------------------ | ------------- |
| 101          | 1         | Gossip                       | Drby                                                       | Paul Lieberstein  | Paul Lieberstein                      | 17. září 2009      | 6001          |
| 102          | 2         | The Meeting                  | Schůzka                                                    | Randall Einhorn   | Aaron Shure                           | 24. září 2009      | 6002          |
| 103          | 3         | The Promotion                | Povýšení                                                   | Jennifer Celotta  | Jennifer Celotta                      | 1. října 2009      | 6003          |
| 104          | 4         | Niagara (Part 1)             | Niagarské vodopády: 1. část Niagara: 1. část (SkyShowtime) | Paul Feig         | Greg Daniels a Mindy Kaling           | 8. října 2009      | 6004          |
| 105          | 5         | Niagara (Part 2)             | Niagarské vodopády: 2. část Niagara: 2. část (SkyShowtime) | Paul Feig         | Greg Daniels a Mindy Kaling           | 8. října 2009      | 6005          |
| 106          | 6         | Mafia                        | Mafie                                                      | David Rogers      | Brent Forrester                       | 15. října 2009     | 6006          |
| 107          | 7         | The Lover                    | Milenka Milenec (SkyShowtime)                              | Lee Eisenberg     | Lee Eisenberg a Gene Stupnitsky       | 22. října 2009     | 6007          |
| 108          | 8         | Koi Pond                     | Jezírko                                                    | Reggie Hudlin     | Warren Lieberstein a Halsted Sullivan | 29. října 2009     | 6009          |
| 109          | 9         | Double Date                  | Dvojrande Dvojité rande (SkyShowtime)                      | Seth Gordon       | Charlie Grandy                        | 5. listopadu 2009  | 6008          |
| 110          | 10        | Murder                       | Vražda                                                     | Greg Daniels      | Daniel Chun                           | 12. listopadu 2009 | 6010          |
| 111          | 11        | Shareholder Meeting          | Valná hromada Schůze akcionářů (SkyShowtime)               | Charles McDougall | Justin Spitzer                        | 19. listopadu 2009 | 6011          |
| 112          | 12        | Scott's Tots                 | Scottovi caparti Scott's Tots (SkyShowtime)                | B. J. Novak       | Gene Stupnitsky a Lee Eisenberg       | 3. prosince 2009   | 6013          |
| 113          | 13        | Secret Santa                 | Tajný Santa Tajný dárek (SkyShowtime)                      | Randall Einhorn   | Mindy Kaling                          | 10. prosince 2009  | 6014          |
| 114          | 14        | The Banker                   | Bankéř                                                     | Jeffrey Blitz     | Jason Kessler                         | 21. ledna 2010     | 6012          |
| 115          | 15        | Sabre                        | Firma Sabre Vojevůdce (SkyShowtime)                        | John Krasinski    | Jennifer Celotta                      | 4. února 2010      | 6015          |
| 116          | 16        | The Manager and the Salesman | Ředitel a prodejce Manažer a prodejce (SkyShowtime)        | Marc Webb         | Mindy Kaling                          | 11. února 2010     | 6016          |
| 117          | 17        | The Delivery (Part 1)        | Porod: 1. část Dodávka: 1. část (SkyShowtime)              | Seth Gordon       | Daniel Chun                           | 4. března 2010     | 6018          |
| 118          | 18        | The Delivery (Part 2)        | Porod: 2. část Dodávka: 2. část (SkyShowtime)              | Harold Ramis      | Charlie Grandy                        | 4. března 2010     | 6019          |
| 119          | 19        | St. Patrick's Day            | Den svatého Patrika Den Sv. Patrika (SkyShowtime)          | Randall Einhorn   | Jonathan Hughes                       | 11. března 2010    | 6017          |
| 120          | 20        | New Leads                    | Noví zákazníci                                             | Brent Forrester   | Brent Forrester                       | 18. března 2010    | 6020          |
| 121          | 21        | Happy Hour                   | Happy Hour                                                 | Matt Sohn         | B. J. Novak                           | 25. března 2010    | 6021          |
| 122          | 22        | Secretary's Day              | Den sekretářek Den sekretářky (SkyShowtime)                | Steve Carell      | Mindy Kaling                          | 22. dubna 2010     | 6022          |
| 123          | 23        | Body Language                | Řeč těla                                                   | Mindy Kaling      | Justin Spitzer                        | 29. dubna 2010     | 6023          |
| 124          | 24        | The Cover-Up                 | Zastírací manévr The Cover-Up (SkyShowtime)                | Rainn Wilson      | Gene Stupnitsky a Lee Eisenberg       | 6. května 2010     | 6024          |
| 125          | 25        | The Chump                    | Naivka                                                     | Randall Einhorn   | Aaron Shure                           | 13. května 2010    | 6025          |
| 126          | 26        | Whistleblower                | Únik informací Informátor (SkyShowtime)                    | Paul Lieberstein  | Warren Lieberstein a Halsted Sullivan | 20. května 2010    | 6026          |

### Sedmá řada (2010–2011)
| Č. v seriálu | Č. v řadě | Původní název                       | Český název                                                      | Režie             | Scénář                                | Premiéra v USA     | Produkční kód |
| ------------ | --------- | ----------------------------------- | ---------------------------------------------------------------- | ----------------- | ------------------------------------- | ------------------ | ------------- |
| 127          | 1         | Nepotism                            | Protekce                                                         | Jeffrey Blitz     | Daniel Chun                           | 23. září 2010      | 7001          |
| 128          | 2         | Counseling                          | Konzultace Counseling (SkyShowtime)                              | Jeffrey Blitz     | B. J. Novak                           | 30. září 2010      | 7002          |
| 129          | 3         | Andy's Play                         | Andyho představení Andy's Play (SkyShowtime)                     | John Stuart Scott | Charlie Grandy                        | 7. října 2010      | 7003          |
| 130          | 4         | Sex Ed                              | Sexuální výchova Sex Ed (SkyShowtime)                            | Paul Lieberstein  | Paul Lieberstein                      | 14. října 2010     | 7004          |
| 131          | 5         | The Sting                           | Podraz The Sting (SkyShowtime)                                   | Randall Einhorn   | Mindy Kaling                          | 21. října 2010     | 7005          |
| 132          | 6         | Costume Contest                     | Soutěž kostýmů                                                   | Dean Holland      | Justin Spitzer                        | 28. října 2010     | 7006          |
| 133          | 7         | Christening                         | Křtiny Christening (SkyShowtime)                                 | Alex Hardcastle   | Peter Ocko                            | 4. listopadu 2010  | 7007          |
| 134          | 8         | Viewing Party                       | Glee party Promítací párty (SkyShowtime)                         | Ken Whittingham   | Jon Vitti                             | 11. listopadu 2010 | 7008          |
| 135          | 9         | WUPHF.com                           | WUPHF.com                                                        | Danny Leiner      | Aaron Shure                           | 18. listopadu 2010 | 7009          |
| 136          | 10        | China                               | Čína China (SkyShowtime)                                         | Charles McDougall | Halsted Sullivan a Warren Lieberstein | 2. prosince 2010   | 7010          |
| 137          | 11        | Classy Christmas (Part 1)           | Luxusní Vánoce: 1. část Noblesní vánoce: 1. část (SkyShowtime)   | Rainn Wilson      | Mindy Kaling                          | 9. prosince 2010   | 7011          |
| 138          | 12        | Classy Christmas (Part 2)           | Luxusní Vánoce: 2. část Prima Vánoce: 2. část (SkyShowtime)      | Rainn Wilson      | Mindy Kaling                          | 9. prosince 2010   | 7012          |
| 139          | 13        | Ultimatum                           | Ultimátum                                                        | David Rogers      | Carrie Kemper                         | 20. ledna 2011     | 7013          |
| 140          | 14        | The Seminar                         | Seminář The Seminar (SkyShowtime)                                | B. J. Novak       | Steve Hely                            | 27. ledna 2011     | 7014          |
| 141          | 15        | The Search                          | Pátrání The Search (SkyShowtime)                                 | Michael Spiller   | Brent Forrester                       | 3. února 2011      | 7015          |
| 142          | 16        | PDA                                 | VPN PDA (SkyShowtime)                                            | Greg Daniels      | Robert Padnick                        | 10. února 2011     | 7017          |
| 143          | 17        | Threat Level Midnight               | Stav ohrožení: půlnoc                                            | Tucker Gates      | B. J. Novak                           | 17. února 2011     | 7016          |
| 144          | 18        | Todd Packer                         | Todd Packer                                                      | Randall Einhorn   | Amelie Gillette                       | 24. února 2011     | 7018          |
| 145          | 19        | Garage Sale                         | Garážový výprodej                                                | Steve Carell      | Jon Vitti                             | 24. března 2011    | 7019          |
| 146          | 20        | Training Day                        | Školení Výcvikový den (SkyShowtime)                              | Paul Lieberstein  | Daniel Chun                           | 14. dubna 2011     | 7020          |
| 147          | 21        | Michael's Last Dundies              | Michaelovi poslední Oskaři                                       | Mindy Kaling      | Mindy Kaling                          | 21. dubna 2011     | 7021          |
| 148          | 22        | Goodbye, Michael                    | Sbohem, Michaele‡ Sbohem Michaeli‡ (u 1. části na SkyShowtime)   | Paul Feig         | Greg Daniels                          | 28. dubna 2011     | 7022          |
| 149          | 23        | The Inner Circle                    | Klub vyvolených Vnitřní kruh (SkyShowtime)                       | Matt Sohn         | Charlie Grandy                        | 5. května 2011     | 7023          |
| 150          | 24        | Dwight K. Schrute, (Acting) Manager | Dwight K. Schrute, (dočasný) ředitel                             | Troy Miller       | Justin Spitzer                        | 12. května 2011    | 7024          |
| 151          | 25        | Search Committee (Part 1)           | Výběrová komise: 1. část Search Committee: 1. část (SkyShowtime) | Jeffrey Blitz     | Paul Lieberstein                      | 19. května 2011    | 7025          |
| 152          | 26        | Search Committee (Part 2)           | Výběrová komise: 2. část                                         | Jeffrey Blitz     | Paul Lieberstein                      | 19. května 2011    | 7026          |

### Osmá řada (2011–2012)
| Č. v seriálu | Č. v řadě | Původní název               | Český název                                      | Režie             | Scénář                                | Premiéra v USA     | Produkční kód |
| ------------ | --------- | --------------------------- | ------------------------------------------------ | ----------------- | ------------------------------------- | ------------------ | ------------- |
| 153          | 1         | The List                    | Seznam                                           | B. J. Novak       | B. J. Novak                           | 22. září 2011      | 8002          |
| 154          | 2         | The Incentive               | Motivace                                         | Charles McDougall | Paul Lieberstein                      | 29. září 2011      | 8001          |
| 155          | 3         | Lotto                       | Loterie                                          | John Krasinski    | Charlie Grandy                        | 6. října 2011      | 8005          |
| 156          | 4         | Garden Party                | Zahradní párty Zahradní slavnost (SkyShowtime)   | David Rogers      | Justin Spitzer                        | 13. října 2011     | 8004          |
| 157          | 5         | Spooked                     | Halloweenská párty                               | Randall Einhorn   | Carrie Kemper                         | 27. října 2011     | 8006          |
| 158          | 6         | Doomsday                    | Soudný den                                       | Troy Miller       | Daniel Chun                           | 3. listopadu 2011  | 8003          |
| 159          | 7         | Pam's Replacement           | Náhrada za Pam Pam's Replacement (SkyShowtime)   | Matt Sohn         | Allison Silverman                     | 10. listopadu 2011 | 8007          |
| 160          | 8         | Gettysburg                  | Gettysburg                                       | Jeffrey Blitz     | Robert Padnick                        | 17. listopadu 2011 | 8008          |
| 161          | 9         | Mrs. California             | Paní Californiová Paní California (SkyShowtime)  | Charlie Grandy    | Dan Greaney                           | 1. prosince 2011   | 8009          |
| 162          | 10        | Christmas Wishes            | Vánoční přání                                    | Ed Helms          | Mindy Kaling                          | 8. prosince 2011   | 8010          |
| 163          | 11        | Trivia                      | Kvíz                                             | B. J. Novak       | Steve Hely                            | 12. ledna 2012     | 8011          |
| 164          | 12        | Pool Party                  | Párty u bazénu                                   | Charles McDougall | Owen Ellickson                        | 19. ledna 2012     | 8012          |
| 165          | 13        | Jury Duty                   | Porotce                                          | Eric Appel        | Aaron Shure                           | 2. února 2012      | 8013          |
| 166          | 14        | Special Project             | Zvláštní projekt Speciální projekt (SkyShowtime) | David Rogers      | Amelie Gillette                       | 9. února 2012      | 8014          |
| 167          | 15        | Tallahassee                 | Tallahassee                                      | Matt Sohn         | Daniel Chun                           | 16. února 2012     | 8015          |
| 168          | 16        | After Hours                 | Přesčas After Hours (SkyShowtime)                | Brian Baumgartner | Halsted Sullivan a Warren Lieberstein | 23. února 2012     | 8016          |
| 169          | 17        | Test the Store              | Testovací obchod Zkouška obchodu (SkyShowtime)   | Brent Forrester   | Mindy Kaling                          | 1. března 2012     | 8017          |
| 170          | 18        | Last Day in Florida         | Poslední den na Floridě                          | Matt Sohn         | Robert Padnick                        | 8. března 2012     | 8018          |
| 171          | 19        | Get the Girl                | Neodbytný ctitel Dostaň jí (SkyShowtime)         | Rainn Wilson      | Charlie Grandy                        | 15. března 2012    | 8019          |
| 172          | 20        | Welcome Party               | Uvítací párty Uvítací večírek (SkyShowtime)      | Ed Helms          | Steve Hely                            | 12. dubna 2012     | 8020          |
| 173          | 21        | Angry Andy                  | Andyho blikanec Vzteklý Andy (SkyShowtime)       | Claire Scanlon    | Justin Spitzer                        | 19. dubna 2012     | 8021          |
| 174          | 22        | Fundraiser                  | Charitativní večírek Fundraiser (SkyShowtime)    | David Rogers      | Owen Ellickson                        | 26. dubna 2012     | 8022          |
| 175          | 23        | Turf War                    | Boj o teritorium Turf War (SkyShowtime)          | Daniel Chun       | Warren Lieberstein a Halsted Sullivan | 3. května 2012     | 8023          |
| 176          | 24        | Free Family Portrait Studio | Focení                                           | B. J. Novak       | B. J. Novak                           | 10. května 2012    | 8024          |

### Devátá řada (2012–2013)
| Č. v seriálu | Č. v řadě | Původní název     | Český název                                                  | Režie             | Scénář                                | Premiéra v USA     | Produkční kód |
| ------------ | --------- | ----------------- | ------------------------------------------------------------ | ----------------- | ------------------------------------- | ------------------ | ------------- |
| 177          | 1         | New Guys          | Noví parťáci New Guys (SkyShowtime)                          | Greg Daniels      | Greg Daniels                          | 20. září 2012      | 9001          |
| 178          | 2         | Roy's Wedding     | Roy se žení Royova svatba (SkyShowtime)                      | Matt Sohn         | Allison Silverman                     | 27. září 2012      | 9002          |
| 179          | 3         | Andy's Ancestry   | Andyho příbuzní                                              | David Rogers      | Jonathan Green a Gabe Miller          | 4. října 2012      | 9003          |
| 180          | 4         | Work Bus          | Kancl v autobusu                                             | Bryan Cranston    | Brent Forrester                       | 18. října 2012     | 9004          |
| 181          | 5         | Here Comes Treble | Trable s kapelou Here Comes Treble (SkyShowtime)             | Claire Scanlon    | Owen Ellickson                        | 25. října 2012     | 9006          |
| 182          | 6         | The Boat          | Loď                                                          | John Krasinski    | Dan Sterling                          | 8. listopadu 2012  | 9007          |
| 183          | 7         | The Whale         | Velryba                                                      | Rodman Flender    | Carrie Kemper                         | 15. listopadu 2012 | 9008          |
| 184          | 8         | The Target        | Terč The Target (SkyShowtime)                                | Brent Forrester   | Graham Wagner                         | 29. listopadu 2012 | 9009          |
| 185          | 9         | Dwight Christmas  | Vánoce u Dwighta                                             | Charles McDougall | Robert Padnick                        | 6. prosince 2012   | 9010          |
| 186          | 10        | Lice              | Vši                                                          | Rodman Flender    | Niki Schwartz-Wright                  | 10. ledna 2013     | 9011          |
| 187          | 11        | Suit Warehouse    | Sklad obleků                                                 | Matt Sohn         | Dan Greaney                           | 17. ledna 2013     | 9012          |
| 188          | 12        | Customer Loyalty  | Věrní zákazníci Customer Loyalty (SkyShowtime)               | Kelly Cantley     | Jonathan Green a Gabe Miller          | 24. ledna 2013     | 9013          |
| 189          | 13        | Junior Salesman   | Nováček                                                      | David Rogers      | Carrie Kemper                         | 31. ledna 2013     | 9014          |
| 190          | 14        | Vandalism         | Vandalismus                                                  | Lee Kirk          | Owen Ellickson                        | 31. ledna 2013     | 9015          |
| 191          | 15        | Couples Discount  | Sleva pro páry Couples Discount (SkyShowtime)                | Troy Miller       | Allison Silverman                     | 7. února 2013      | 9016          |
| 192          | 16        | Moving On         | Popojedem‡ Moving On‡ (u 2. části na SkyShowtime)            | Jon Favreau       | Graham Wagner                         | 14. února 2013     | 9017          |
| 193          | 17        | The Farm          | Farma                                                        | Paul Lieberstein  | Paul Lieberstein                      | 14. března 2013    | 9005          |
| 194          | 18        | Promos            | Upoutávky Akce (SkyShowtime)                                 | Jennifer Celotta  | Tim McAuliffe                         | 4. dubna 2013      | 9018          |
| 195          | 19        | Stairmageddon     | Armaschodon                                                  | Matt Sohn         | Dan Sterling                          | 11. dubna 2013     | 9019          |
| 196          | 20        | Paper Airplane    | Papírové vlaštovky Papírová vlaštovka (SkyShowtime)          | Jesse Peretz      | Halsted Sullivan a Warren Lieberstein | 25. dubna 2013     | 9020          |
| 197          | 21        | Livin' the Dream  | Jdi za svým snem‡ Livin' the Dream‡ (SkyShowtime)            | Jeffrey Blitz     | Niki Schwartz-Wright                  | 2. května 2013     | 9021          |
| 198          | 22        | A.A.R.M. (Part 1) | Asistent asistenta: 1. část† A.A.R.M.: 1. část (SkyShowtime) | David Rogers      | Brent Forrester                       | 9. května 2013     | 9022          |
| 199          | 23        | A.A.R.M. (Part 2) | Asistent asistenta: 2. část† A.A.R.M.: 2. část (SkyShowtime) | David Rogers      | Brent Forrester                       | 9. května 2013     | 9023          |
| 200          | 24        | Finale (Part 1)   | Závěr: 1. část†                                              | Ken Kwapis        | Greg Daniels                          | 16. května 2013    | 9024          |
| 201          | 25        | Finale (Part 2)   | Závěr: 2. část†                                              | Ken Kwapis        | Greg Daniels                          | 16. května 2013    | 9025          |